# En Vivo!

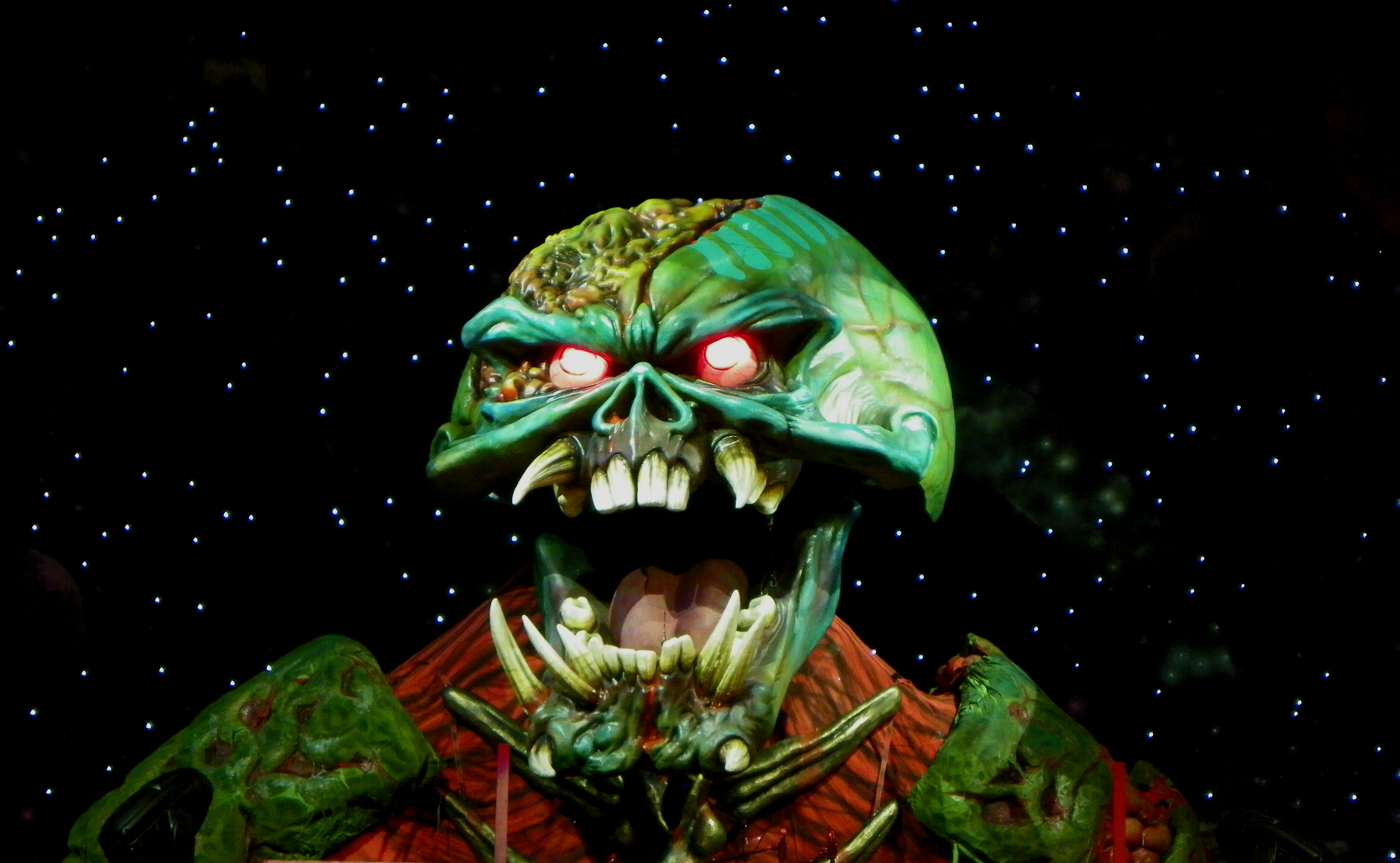
Gigantyczny Eddie przewieziony na koncert w Ameryce Południowej

„En Vivo!” – dziesiąty album koncertowy oraz DVD brytyjskiej formacji Iron Maiden, upamiętniających koncert na Estadio Nacional de Chile w Santiago z kwietnia 2011, przed 55 000 widzów.
Wydawnictwo w Polsce uzyskało certyfikat złotej płyty DVD.

## Lista utworów

### Dysk 1
1. „Satellite 15... The Final Frontier” (z albumu The Final Frontier)
2. „The Final Frontier” (z albumu The Final Frontier)
3. „El Dorado” (z albumu The Final Frontier)
4. „2 Minutes to Midnight” (z albumu Powerslave)
5. „The Talisman” (z albumu The Final Frontier)
6. „Coming Home” (z albumu The Final Frontier)
7. „Dance of Death” (z albumu Dance of Death)
8. „The Trooper” (z albumu Piece of Mind)
9. „The Wicker Man” (z albumu Brave New World)

### Dysk 2
1. „Blood Brothers” (z albumu Brave New World)
2. „When the Wild Wind Blows” (z albumu The Final Frontier)
3. „The Evil That Men Do” (z albumu Seventh Son of a Seventh Son)
4. „Fear of the Dark” (z albumu Fear of the Dark)
5. „Iron Maiden” (z albumu Iron Maiden)
6. „The Number of the Beast” (z albumu The Number of the Beast)
7. „Hallowed Be Thy Name” (z albumu The Number of the Beast)
8. „Running Free” (z albumu Iron Maiden)